# 3140 Stellafane
A 3140 Stellafane (ideiglenes jelöléssel 1983 AO) a Naprendszer kisbolygóövében található aszteroida. Brian A. Skiff fedezte fel 1983. január 9-én.